# Antiphytum
. 
Antiphytum, američki rod boražinovki smješten u tribus Echiochileae, dio potporodice Boraginoideae. Pripada mu 14 vrsta iz Sjeverne (Meksiko, Novi Meksiko, Texas) i Južne Amerike (južni Brazil, Urugvaj)

## Vrste
1. Antiphytum bornmuelleri Pilg.
2. Antiphytum brevicalyx N.Mend., Flores Olv. & H.Ochot.
3. Antiphytum caespitosum I.M.Johnst.
4. Antiphytum ehrenbergii (Brand) Govaerts
5. Antiphytum floribundum (Torr.) A.Gray
6. Antiphytum geoffreyi N.Mend. & Flores Olv.
7. Antiphytum heliotropioides A.DC.
8. Antiphytum hintoniorum L.C.Higgins & B.L.Turner
9. Antiphytum humilis (Brand) Govaerts
10. Antiphytum nudicalces I.M.Johnst.
11. Antiphytum paniculatum I.M.Johnst.
12. Antiphytum parryi S.Watson
13. Antiphytum peninsulare (Rose) I.M.Johnst.
14. Antiphytum stoechadifolium (Cham.) A.DC.

## Sinonimi
- Amblynotopsis J.F.Macbr.
- Chamissoniophila Brand